# Eberhardt Purrucker
Eberhardt Purrucker (* 29. Mai 1927 in Polenz; † 17. Dezember 2019 in Berlin) war ein deutscher Maler, Grafiker, Fotograf und Kunstpädagoge.

## Leben
Eberhardt Purrucker wurde im sächsischen Polenz geboren. Er besuchte u. a. die Handelsschule in Grimma, bevor er in den letzten Kriegstagen 1945 eingezogen und verwundet wurde.
1948 begann er ein Kunststudium an der Hochschule für Grafik und Buchkunst in Leipzig, das er 1950 wegen Kritik an seiner Arbeit abbrach. Da eine Förderung als Künstler und eine Aufnahme in den Künstlerverband nicht in Aussicht stand, arbeitete Purrucker zeitweilig frei und zum Broterwerb. Aufgrund dieser Situation verließ er die DDR und siedelte 1952 nach Berlin (West) über. Dort begann er an der Hochschule für bildenden Künste ein Studium der Kunst und Kunstpädagogik (1952–1957).
Neben seiner Lehrtätigkeit als Kunsterzieher (Menzel-Oberschule, Berlin-Tiergarten) war er Fachbereichsleiter Kunsterziehung für den Bezirk Tiergarten. Von 1961 bis 1976 hatte er einen Lehrauftrag an der Pädagogischen Hochschule Berlin inne. Ab 1983 widmete er sich ausschließlich seinem künstlerischen Werk als Maler, Grafiker und Fotograf.
Nach dem Studium entstanden bis in die 1960er-Jahre hinein abstrakte Werke, auch in großen Formaten, die sich an der gestischen Malerei orientierten. Es dominierte die Farbe Schwarz in der Ölmalerei und in der Tuschzeichnung.
Auf zahlreichen Reisen in Europa seit den 1950er-Jahren, die vor allem nach Italien, aber auch nach Frankreich, Spanien, Irland, Island, Norwegen und Schweden führten, entstanden Fotografien, die teilweise als Bildvorlagen dienten. Türen und Tore alter Häuser in Südeuropa wurden zu einem seiner Hauptthemen.
Auf einer Reise 1985 in die Languedoc in Südfrankreich näherte sich Purrucker mit Aquarellen, Zeichnungen und Radierungen erneut der Landschaft. Aus den ersten Zeichnungen heraus entwickelte sich seine Hinwendung zum Aquarell und einer neuen Farbigkeit. Über die zwei folgenden Jahrzehnte entstanden vor allem Landschaften (ab 1989 auch in Brandenburg) und Blumenstillleben.
Ab 2003 beschäftigte sich Purrucker vorwiegend mit dem Beobachten von Reflexionen in Gewässern. In seinen als „Spiegelbilder“ bezeichneten Fotografien sind die auf der bewegten Oberfläche des Wassers entstehenden abstrakten Strukturen der gespiegelten Umwelt festgehalten.

## Einzelausstellungen (Auswahl)
- Eberhardt Purrucker, Galerie am Lützowplatz, Berlin 1971
- Sammlung Purrucker in der Graphothek Berlin, 1975
- Eberhardt Purrucker, Kunstamt Charlottenburg, Berlin, 1985
- Eberhardt Purrucker, Schering-Kunstverein, Berlin, 1987
- Eberhardt Purrucker, Villa Oppenheim, Kunstamt Charlottenburg, Berlin, 1988
- Eberhardt Purrucker, Centre Français de Wedding, Berlin, 1988
- Die Schlösser der Weserrenaissance. Aquarelle von Eberhardt Purrucker, Museum im Schloss, Bad Pyrmont, 1990
- Retrospektive zum 65. Geburtstag von Eberhardt Purrucker, Kreismuseum Burg Mildenstein, Leisnig, 1992
- Zurückgehaltene Werke. Retrospektive zum 70. Geburtstag von Eberhardt Purrucker, Villa Oppenheim, Kunstamt Charlottenburg, Berlin, 1997
- Eberhardt Purrucker. Abstraktionen, Landschaften – Vertikale Horizonte, Academy of Fine Arts, Xi’an, China, 2005
- Eberhardt Purrucker. Abstraktionen – Visualisierte Naturprozesse. Malerei, Aquarelle, Grafik, Kommunale Galerie, Berlin, 2007
- Entdeckt in Berlin und Brandenburg von Eberhardt und Barbara Purrucker, Haus des Rundfunks, RBB, Berlin, 2010
- Eberhardt Purrucker. Querschnitt – Kleine Retrospektive, Burg Mildenstein, Leisnig, 2011
- Eberhardt Purrucker. Spiegelungen, Galerie Kulturhaus Spandau, Berlin, 2016
- Eberhardt Purrucker. Eine Retrospektive, Gotisches Haus, Berlin-Spandau, 2017
- Eberhardt Purrucker. Rückblick. Einblick in ein langes künstlerisches Schaffen. Anlässlich des 91. Geburtstages, Galerie Verein Berliner Künstler, 2018

## Öffentliche Sammlungen
- Sammlung des Rundfunks Berlin-Brandenburg (RBB)
- Museum im Schloss Bad Pyrmont
- Graphothek Berlin
- Artothek der Kommunalen Galerie Berlin
- Stadt Leisnig (Sachsen)